# چهارطاقی چلاقد
بقعه چلاقی (چهارطاقی چلاقی) مربوط به دوره سلجوقیان - دوره تیموریان است و در شهرستان مشهد، بخش رضویه، روستای چلاقی واقع شده و این اثر در تاریخ ۷ مهر ۱۳۸۱ با شمارهٔ ثبت ۶۴۳۸ به‌عنوان یکی از آثار ملی ایران به ثبت رسیده است.
این بنا در حدود یک کیلومتری روستای چلاقد در فاصله ۳۰ کیلومتری جنوب شرقی مشهد واقع شده است. ساختار معماری بنا با زیر بنای تقریبی ۸۶ متر مربع بر روی پلانی ۴ ضلعی با شالوده‌ای از سنگ و دیوارهای آجری شکل گرفته است. بر فراز این بنا گنبدی مدور و دو پوسته قرار دارد و به نظر می‌رسد بنیان معماری آن در دوره تیموری شکل گرفته باشد. این بنا در حقیقت مقبره‌ای است که بر فراز یک سردابه تدفینی کوچک بنیان گردیده است بنای مزبور دارای چهار درگاهی در طرفین و ورودی اصلی است و گنبدی دو پوشه بر روی آن استوار شده است چهار طاقی چلاغد با بنای جغتین گیسور گناباد قابل مقایسه بوده و انتساب آن را به دوره تیموری نشان می‌دهد.